# Robinson (Illinois)
Pour les articles homonymes, voir Robinson.
La ville de Robinson est le siège du comté de Crawford, dans l’État de l’Illinois, aux États-Unis. Sa population, qui s’élevait à 7 713 habitants lors du recensement de 2010, est estimée à 7 341 habitants en 2019.

## Démographie
| Groupe            | Robinson | Illinois | États-Unis |
| ----------------- | -------- | -------- | ---------- |
| Blancs            | 84,7     | 71,5     | 72,4       |
| Afro-Américains   | 11,4     | 14,6     | 12,6       |
| Autres            | 1,7      | 6,7      | 6,4        |
| Métis             | 1,3      | 2,3      | 2,9        |
| Asiatiques        | 0,8      | 4,6      | 4,8        |
| Amérindiens       | 0,1      | 0,3      | 0,9        |
| Total             | 100      | 100      | 100        |
|                   |          |          |            |
| Latino-Américains | 3,6      | 15,8     | 16,7       |

Selon l'American Community Survey, pour la période 2011-2015, 93,20 % de la population âgée de plus de 5 ans déclare parler l'anglais à la maison, 4,50 % déclare parler l'espagnol, 0,82 % une langue chinoise et 1,48 % une autre langue.
Le revenu par habitant était en moyenne de 21 248 dollars par an entre 2012 et 2016, en dessous de la moyenne d'Illinois (31 502 dollars) et des États-Unis (29 829 dollars). Sur cette même période, 13 % des habitants de Robinson vivaient sous le seuil de pauvreté (contre 13 % dans l'État et 12,7 % à l'échelle du pays).

## Personnalités
James Jones (1921-1977), écrivain, auteur du roman "Tant qu'il y aura des hommes".

## Source
- (en) Cet article est partiellement ou en totalité issu de l’article de Wikipédia en anglais intitulé « Robinson, Illinois » (voir la liste des auteurs).

1. ↑  (en) « Population and Housing Unit Estimates », United States Census Bureau, 24 mai 2020 (consulté le 27 mai 2020)
2. ↑  (en) « Census of Population and Housing », Census.gov (consulté le 4 juin 2015)
3. ↑  (en) « Robinson, IL Population - Census 2010 and 2000 », sur censusviewer.com.
4. ↑  (en) « Population of Illinois - Census 2010 and 2000 », sur censusviewer.com.
5. ↑  (en) « Language spoken at home by ability to speak English for the population 5 years and over », sur factfinder.census.gov.
6. ↑  (en) « U.S. Census Bureau QuickFacts: Robinson city, Illinois; Illinois; UNITED STATES », sur www.census.gov (consulté le 12 avril 2018)